# Геринович, Владимир Александрович
Владимир Александрович Герино́вич (укр. Володимир Олександрович Геринович; 1883, г. Сокаль Австро-Венгрия (ныне Львовская область Украина) — 7 июля 1949, Львов, УССР) — украинский географ, историк, краевед Подолья, педагог, доктор географических наук, доктор исторических наук, профессор (с 1922), член Каменец-Подольского научного общества при Украинской академии наук (с 1925).

## Биография
Окончил философский факультет Львовского университета в 1909 году. Учительствовал во Львове и Самборе. В начале Первой мировой войны был мобилизован в австро-венгерскую армию. С 1914, находясь на фронте, получил пять ранений.
Участник провозглашения Западно-Украинской Народной Республики. В 1918—1919 годах был референтом президента Украинского Национального Совета Е. Петрушевича.
17 июля 1919 года вместе с войсками Западно-Украинской Народной Республики прибыл в Каменец-Подольский, где в 1919—1921 был приват-доцентом государственного украинского университета, в котором преподавал географию.
В 1921—1928 и 1929—1930 годах — декан факультета социального воспитания, профессор, с октября 1923 по сентябрь 1928 года — ректор Каменец-Подольского института народного образования. За годы пребывания в Каменце стал организатором краеведческого движения, исследовал и популяризировал в местной прессе и научных изданиях геоморфологию, геологию, экономическую географию, историю, археологию района г. Каменец-Подольского и Подолья в целом.
В начале июня 1926 года принял участие как член советской делегации в работе Всеславянского конгресса географов и этнографов в Польше. В сентябре 1926 присутствовал на праздновании 80-летия со дня рождения М. С. Грушевского в Киеве. На рубеже 1920—1930-х гг. много внимания уделял геолого-минералогическому изучению Подолья.
Участник Первой всеукраинской краеведческой конференции от Подолья. В 1926—1930 гг. от НИИ географии и картографии входил в состав Украинского комитета краеведения. Печатался в журнале «Краєзнавство».
С октября 1928 по март 1929 жил в Харькове, где заведовал кафедрой антропогеографии Украинского научно-исследовательского института географии и картографии. В 1930—1932 гг. — профессор Московского геологоразведочного института (МГРИ).
В декабре 1932 научная и творческая деятельность В. Гериновича была прервана арестом. На следствии он вынужден был признать себя виновным «в контрреволюционной деятельности». С конца декабря 1933 до 1946 находился в сталинских концлагерях. После освобождения проживал в Вологодской области, с 1946 г. — во Львове, где заведовал кафедрой во Львовском торгово-экономическом институте.
Умер в 1949. 
В 1989 году посмертно реабилитирован.

## Избранная библиография
Автор трудов по теории и методике географической науки, физической и экономической географии, истории Украины и её регионов:
- Нарис економічної географії України. Частина географічна. — Кам’янець на Поділлю, 1921. — Т. 1-2;
- Толтры Західного Поділля. — К.-П., 1930;
- Кам’янеччина. Ч. І. Природа. — К.-П., 1926; Ч. 2. Населення, його економ, діяльність. — К.-П., 1927;
- Природничі виробничі сили Кам’янеччини. — К.-П. 1930.-46 с.;
- До історії Кам’янець-Подільського інституту народної освіти. — К.-П., 1927 — 23 с.;
- Екскурсант Кам’янеччини. — К--П., 1928.- 104 с.;
- Кам’янець на Поділлі. // Краєзнавство. — Харків, 1930. — № 1-5. — С. 8-16;
- Стоянки неолітичної людини біля с. Велика Мукша Китайгородського р-ну на Кам’янеччині. // Зап. Кам.-Под. ін-ту нар. освіти. — К.-П., 1926.- Т. 1. — С. 14-17;
- Нововідкриті трипільські стоянки на Кам’янеччині. // Науковий збірник за рік 1926.-К., 1926.- С. З-6;
- Євреї в Кам’янці (До історії заселення Кам’янеччини. // Краєзнавство. — 1929.- № 3-10. — С. 44-48;
- Вірмени у Кам’янці. // Краєзнавство. — 1928.-№ 1. — С. 20- 25.